# 윤기창
윤기창(1981년 9월 25일 ~ )은 대한민국의 배우이자 모델이다.

## 출연작

### 영화
- 《정이》 (2023년) - 연구원 1 역
- 《늑대사냥》 (2022년) - 박상만 역
- 《유체이탈자》 (2021년) - 민 하사 역
- 《삼진그룹 영어토익반》 (2020년) - 시사일보 기자 1 역
- 《남산의 부장들》 (2020년) - 박부장 경호원 2 역
- 《변신》 (2019년) - 구조대원 2 역
- 《골든 슬럼버》 (2018년) - 자하문요원 3 역
- 《반드시 잡는다》 (2017년) -  기자 1 역
- 《실종: 사라진아내》 (2016년) -  부검의 역

• 《스위트홈》(2023) - 단역
- 《뷰티 인사이드》 (2015년) - 우진20 역[2]
- 《레드 블라인드》 (2014년)
- 《기술자들》 (2014년) - 형사 3 역
- 《그레이》 (2013년
- 《7번방의 선물》 (2013년)[3] (첫 천만영화)
- 《딸기맛이 나는순간》 (2012년)
- 《렌탈타임》 (2012년)
- 《엘리제를 위하여》 (2012년) - 철민 역
- 《기면》 (2011년)
- 《돌아오지 않는다리》 (2010년)

### 드라마
- 《기억》 (2016년, tvN)
- 《아이가 다섯》 (2016년, KBS2)
- 《베이비시터》 (2016년, KBS2)
- 《좀비탐정》 (2020년, KBS2) - 진짜 김무영 역

### CF
- LG OZ (2008년)
- 카스 (2008년)
- 베스킨라빈스 31 (2007년)
- SK텔레콤 T영상메일 (2007년)
- LG텔레콤 뱅크온 (2006년)